# Kuzinellus sennarensis
Kuzinellus sennarensis är en spindeldjursart som först beskrevs av El-Badry 1967.  Kuzinellus sennarensis ingår i släktet Kuzinellus och familjen Phytoseiidae. Inga underarter finns listade i Catalogue of Life.